# Joël Cantona
Pour les articles homonymes, voir Cantona.
Joël Cantona, né le 26 octobre 1967 à Marseille, est un footballeur français, reconverti en acteur.
Frère cadet d'Éric Cantona, Joël se lance avec lui dans le beach soccer au début des années 2000 et est le principal développeur de ce sport en France. Il est le manageur de l'équipe de France de la discipline.
Il joue aussi dans plusieurs films dont Le bonheur est dans le pré, Les Collègues et Les Gaous.

## Biographie

### Football (1982-1996)
Il commence sa carrière de footballeur à l'Olympique de Marseille en 1984. Il joue ensuite au Stade rennais, au Royal Antwerp FC, au SCO Angers et à Stockport County.
Il joue également en Hongrie. Il met un terme à sa carrière en 1996.
Il dispute 3 matchs en Ligue 1 française, inscrivant un but, et 63 matchs en Ligue 2 française, pour 7 buts.

### Cinéma et télévision
Il commence une carrière d'acteur et débute aux côtés de son frère dans Le bonheur est dans le pré puis dans Les Collègues et Les Gaous. Il est aussi consultant sportif pour la chaine D8.

### Beach soccer
Depuis les années 2000, Joël Cantona prend en main le beach soccer en France. Par son agence « Joël Cantona Organisation », il organise le Championnat de France, les étapes françaises du Championnat d'Europe, le « Beach Soccer tour » de la Fédération française de football. C'est aussi l'organisateur de la Coupe du monde 2008 qui a lieu à Marseille.

## Palmarès
- Champion de France de Ligue 2 en 1995 avec l'Olympique de Marseille

## Filmographie
- 1995 : Le bonheur est dans le pré d'Étienne Chatiliez
- 1998 : Les Collègues de Philippe Dajoux
- 2001 : La Grande Vie ! de Philippe Dajoux
- 2002 : Astérix & Obélix : Mission Cléopâtre d'Alain Chabat
- 2004 : Les Gaous d'Igor Sekulic
- 2013 : Repas de famille de Pierre-Henry Salfati
- 2019 : Ulysse et Mona de Sébastien Betbeder